# Michel Muschs
Michel Muschs (Ukkel, 30 mei 1940) is een Belgisch voormalig hockeyer.

## Levensloop
Muschs was actief bij Royal Uccle Sport. In seizoen 1966-'67 won hij de Gouden Stick.
Daarnaast maakte hij deel uit van het Belgisch hockeyteam. Met de nationale ploeg nam hij onder meer deel aan de Olympische Zomerspelen van 1960 en 1964. Ook maakte hij deel uit van de nationale equipe die in 1959 werd bekroond met de 'Nationale trofee voor sportverdienste'.
Op zijn initiatief werd in 1979 Louvain La-Neuve HC opgericht.